# Ceri

Ceri (pronúncia italiana ˈtʃɛːri) é um pequeno povoado no Lácio (Itália central), uma fração da comuna de Cerveteri, na província de Roma. 

## História
Ceri originou-se na antiga cidade etrusca de Cere. Está a 150 metros acima do nível do mar e é acessada por uma estrada escavada na rocha que sobe em dupla curva até o centro da praça onde estão restos de um edifício de alvenaria da Roma Antiga. Nos arredores foram identificados vários túmulos etruscos, dentre os quais está o Túmulo das Estátuas, que foi descoberto em 1973 em Le Fornaci. A primeira atestação segura de Ceri ocorreu numa bula de 1231 do papa Gregório XI que a chamou de Cere Nova em contraposição a Cere Velha (Caere Vetus), ou seja, Cerveteri. É sabido que no século XI, devido à propagação da malária na região, a população de Cerveteri foi transferida para Ceri. É talvez do mesmo século a Igreja de São Félix, presumivelmente erigida sobre um santuário etrusco, que abrigou, até 1993, as relíquias do papa Félix II. No século XIV, Ceri tornou-se um castelo normando. Em 1356, foi dada a Bonaventura de Trastevere e em 1428 à Orsini de Anguillara. Em 1503, foi conquistado por César Bórgia e sofreu danos significativos nas muralhas que foram restauradas alguns anos depois por Renzo de Ceri. Nos séculos seguintes, foi sucessivamente posse dos Cesi, Borromeo e Serra, até que em 1883 Alessandro Torlonia comprou o comprou dos Odescalchi e o castelo foi transformado em uma vila com um jardim italiano.

## Ligações Externas
- Site do povoado
- Site de um B&B local com várias fotografias